# ユダヤ人のノーベル賞受賞者
ユダヤ人のノーベル賞受賞者（ユダヤじんのノーベルしょうじゅしょうしゃ）では、ノーベル賞受賞者のうち、ユダヤ人に該当する者について述べる。ユダヤ人による国民国家は古代のディアスポラ以降、1948年のイスラエル建国まで、長らく存在しなかったため、ユダヤ人の国籍は多様である。

## 概要
ノーベル賞は、年に一度贈られる国際的な賞であり、生理学・医学賞、物理学賞、化学賞、文学賞、平和賞は1901年に設けられ、経済学賞は1969年に設けられた。ノーベル賞はこれまで800人を超える個人に贈られているが、その少なくとも20%がユダヤ人であり、ユダヤ人は6種類の賞すべてを受け取っている。ユダヤ人は世界の人口の0.2%以下を構成するに過ぎないに関わらずである。
エリ・ヴィーゼルと、ケルテース・イムレは、ホロコースト絶滅収容所を生き延びたユダヤ人受賞者である。他にも、ウォルター・コーン、オットー・シュテルン、アルベルト・アインシュタイン、ハンス・クレブスは、ナチスの迫害を逃れるために、ドイツから亡命しなければならなかった。他にも、リータ・レーヴィ＝モンタルチーニ、ハーバート・ハウプトマン、ロバート・ファーチゴット、アーサー・コーンバーグ、ジェローム・カールを含め、生涯において重大な反ユダヤ主義を経験した者がいる。
最初のユダヤ人受賞者は、1905年に化学賞を受賞したアドルフ・フォン・バイヤーであった。2023年現在、直近の受賞者は同年に経済学賞を受賞したクラウディア・ゴールディンである。
これまでにノーベル賞を最高齢で受賞したのはレオニード・ハーヴィッツであり、2007年、90歳の時に経済学賞を受賞したポーランド系アメリカ人のユダヤ人である。

### 辞退を強制された賞
ロシアのユダヤ人であるボリス・パステルナークは、1958年にノーベル文学賞を受賞し、当初はそれを受け入れたが、のちにソビエト権力からの激しい圧力により、賞を辞退した。

### ノーベル賞受賞者の並木道
イスラエルの街リション・レジオンには、すべてのユダヤ人ノーベル賞受賞者の栄誉に捧げられた通りがある。その通りは「ノーベル賞受賞者の並木道」と呼ばれ、それぞれのノーベル賞受賞者への記念額が設けられている。

## 文学賞
| 年   | 受賞者 | 受賞者                             | 国             | 受賞理由 |
| ---- | ------ | ---------------------------------- | -------------- | --- |
| 1910 |        | パウル・フォン・ハイゼ             | ドイツ         | 叙情詩人、作家そして世界的に知られた短編小説家としての長年の創作活動を通して世に送り出してきた、無上の芸術性、理想主義の浸透を賞賛して |
| 1927 |        | アンリ・ベルクソン                 | フランス       | 彼の豊かで活発な発想と、それが表現された鮮やかな技巧に対して                                                                           |
| 1958 |        | ボリス・パステルナーク             | ソビエト連邦   | 現代風の叙情的な詩、および大ロシアの歴史的伝統に関する分野における、彼の重要な功績に対して                                             |
| 1966 |        | シュムエル・アグノン               | イスラエル     | ユダヤ人の人々の生活をモチーフにした、深遠に個性的な叙述の芸術に対して                                                                 |
| 1966 |        | ネリー・ザックス                   | ドイツ         | イスラエルの運命を伝える優れた詩と劇作に対して                                                                                         |
| 1976 |        | ソール・ベロー                     | アメリカ合衆国 | 彼の作品の中で結びついた、人間の理解と、捉え難い現代文化の分析に対して                                                                 |
| 1978 |        | アイザック・バシェヴィス・シンガー | アメリカ合衆国 | 「ポーランド·ユダヤ文化の伝統に根ざし、生命に普遍的な人間の条件をもたらす情熱的な文芸作品に対して。」                                  |
| 1981 |        | エリアス・カネッティ               | ドイツ         | 着想と芸術性に富み、幅広い視野によって書かれた著作に対して                                                                             |
| 1987 |        | ヨシフ・ブロツキー                 | アメリカ合衆国 | 思考の明快さと詩的な力強さが一体化した、包括的な作品群にたいして                                                                       |
| 1991 |        | ナディン・ゴーディマー             | 南アフリカ連邦 | 彼女の壮大な叙事詩が、"アルフレッド・ノーベルの言葉"に即した、人文主義にとっての重要な利益であったこと。                               |
| 2002 |        | ケルテース・イムレ                 | ハンガリー     | 人間が社会的圧力にますます服従している時代にあって、個人として生き、考え続ける可能性を追求した                                         |
| 2004 |        | エルフリーデ・イェリネク           | オーストリア   | その小説と劇作における音楽的な声と対声によって、社会の不条理と抑圧を並はずれた言葉への情熱を持って描き出した                           |
| 2005 |        | ハロルド・ピンター                 | ドイツ         | 劇作によって、日常の対話の中に潜在する危機を晒し出し、抑圧された密室に突破口を開いたこと                                               |
| 2014 |        | パトリック・モディアノ             | フランス       | 最も捉え難い人々の運命を召喚し、占領下の現実を暴露する記憶の芸術に対して                                                               |
| 2016 |        | ボブ・ディラン                     | アメリカ合衆国 | アメリカの偉大な歌の伝統に、新たな詩的な表現を創造したこと                                                                             |
| 2020 |        | ルイーズ・グリュック               | アメリカ合衆国 | 厳粛な美を伴う、まぎれもなく詩的な声で、個の存在を普遍的なものにした                                                                   |

## 化学賞
| 年   | 受賞者                | 受賞者                         | 国                                 | 受賞理由                                                 |
| ---- | --------------------- | ------------------------------ | ---------------------------------- | -------------------------------------------------------- |
| 1905 |                       | アドルフ・フォン・バイヤー     | ドイツ                             | 有機染料およびヒドロ芳香族化合物の研究                   |
| 1906 |                       | アンリ・モアッサン             | フランス                           | フッ素の研究と分離、およびモアッサン電気炉の製作         |
| 1910 |                       | オットー・ヴァラッハ           | ドイツ                             | 脂環式化合物の先駆的研究                                 |
| 1915 |                       | リヒャルト・ヴィルシュテッター | ドイツ                             | 植物色素物質に関する研究                                 |
| 1918 |                       | フリッツ・ハーバー             | ドイツ                             | アンモニア合成法の開発                                   |
| 1943 |                       | ゲオルク・ド・ヘヴェシー       | ハンガリー                         | 化学反応研究におけるトレーサーとしての同位体の応用研究   |
| 1961 | Melvin Calvin         | メルヴィン・カルヴィン         | アメリカ合衆国                     | 植物における光合成の研究                                 |
| 1962 |                       | マックス・ペルーツ             | イギリス                           | 球状タンパク質の構造研究                                 |
| 1972 | Christian B. Anfinsen | クリスチャン・アンフィンセン   | アメリカ合衆国                     | リボヌクレアーゼ分子の研究                               |
| 1972 |                       | ウィリアム・スタイン           | アメリカ合衆国                     | リボヌクレアーゼ分子の構造と機能に関する研究             |
| 1977 |                       | イリヤ・プリゴジン             | ベルギー                           | 非平衡熱力学、とくに散逸構造の研究                       |
| 1979 |                       | ハーバート・ブラウン           | アメリカ合衆国                     | 有機ホウ素化学における功績                               |
| 1980 |                       | ポール・バーグ                 | アメリカ合衆国                     | 遺伝子工学の基礎としての核酸の生化学的研究               |
| 1980 | Walter Gilbert        | ウォルター・ギルバート         | アメリカ合衆国                     | 核酸の塩基配列の決定                                     |
| 1981 |                       | ロアルド・ホフマン             | アメリカ合衆国                     | 化学反応過程の理論的研究                                 |
| 1982 |                       | アーロン・クルーグ             | イギリス                           | 電子分光法の開発と核酸・タンパク質複合体の立体構造の研究 |
| 1985 | Jerome Karle          | ジェローム・カール             | アメリカ合衆国                     | 結晶構造を直接決定する方法の確立                         |
| 1985 | Herbert Hauptman      | ハーバート・ハウプトマン       | アメリカ合衆国                     | 結晶構造を直接決定する方法の確立                         |
| 1989 |                       | シドニー・アルトマン           | カナダ アメリカ合衆国              | シドニー・アルトマン                                     |
| 1992 |                       | ルドルフ・マーカス             | アメリカ合衆国                     | 溶液中の電子移動反応理論への貢献                         |
| 1994 |                       | ジョージ・オラー               | ハンガリー                         | カルボカチオン化学への貢献                               |
| 1996 |                       | ハロルド・クロトー             | イギリス                           | フラーレンの発見                                         |
| 1998 | Walter Kohn           | ウォルター・コーン             | アメリカ合衆国                     | 密度汎関数法の開発                                       |
| 2000 |                       | アラン・ヒーガー               | アメリカ合衆国                     | 導電性高分子の発見と発展                                 |
| 2004 |                       | アーロン・チカノーバー         | イスラエル                         | ユビキチンを介したタンパク質分解の発見                   |
| 2004 |                       | アブラム・ハーシュコ           | イスラエル                         | ユビキチンを介したタンパク質分解の発見                   |
| 2004 |                       | アーウィン・ローズ             | アメリカ合衆国                     | ユビキチンを介したタンパク質分解の発見                   |
| 2006 |                       | ロジャー・コーンバーグ         | アメリカ合衆国                     | 真核生物における転写の研究                               |
| 2008 |                       | マーティン・チャルフィー       | アメリカ合衆国                     | 緑色蛍光タンパク質の発見と開発                           |
| 2009 |                       | アダ・ヨナス                   | イスラエル                         | リボソームの構造と機能の研究                             |
| 2011 |                       | ダニエル・シェヒトマン         | イスラエル                         | 準結晶の発見                                             |
| 2012 |                       | ロバート・レフコウィッツ       | アメリカ合衆国                     | Gタンパク共役型受容体の研究                              |
| 2013 |                       | マーティン・カープラス         | アメリカ合衆国 · オーストリア      | 複雑な化学反応に関するコンピューターモデルの開発         |
| 2013 |                       | マイケル・レヴィット           | アメリカ合衆国 イギリス イスラエル | 複雑な化学反応に関するコンピューターモデルの開発         |
| 2013 |                       | アリー・ウォーシェル           | アメリカ合衆国 イスラエル          | 複雑な化学反応に関するコンピューターモデルの開発         |
| 2024 |                       | デイヴィッド・ベイカー         | アメリカ合衆国                     | コンピュータによるタンパク質設計手法の開発               |

## 生理学・医学賞
| 年   | 受賞者                 | 受賞者                             | 国                           | 受賞理由                                                                                               |
| ---- | ---------------------- | ---------------------------------- | ---------------------------- | --- |
| 1908 |                        | イリヤ・メチニコフ                 | ロシア                       | 免疫の研究                                                                                             |
| 1908 |                        | パウル・エールリヒ                 | ドイツ                       | 免疫の研究                                                                                             |
| 1914 |                        | ローベルト・バーラーニ             | オーストリア＝ハンガリー帝国 | 内耳系の生理学・病理学に関する研究                                                                     |
| 1922 |                        | オットー・マイヤーホフ             | ドイツ                       | 筋肉における乳酸生成と酸素消費についての研究                                                           |
| 1930 |                        | カール・ラントシュタイナー         | オーストリア                 | 人間の血液型の発見                                                                                     |
| 1931 |                        | オットー・ワールブルク             | ドイツ                       | 呼吸酵素の特性および作用機構の発見                                                                     |
| 1936 |                        | オットー・レーヴィ                 | オーストリア                 | 神経刺激の化学的伝達に関する発見                                                                       |
| 1944 |                        | ジョセフ・アーランガー             | アメリカ合衆国               | 個々の神経繊維の高度な機能的差異に関する研究                                                           |
| 1945 |                        | エルンスト・ボリス・チェーン       | イギリス                     | ペニシリンの発見、および種々の伝染病に対するその治療効果の発見                                         |
| 1946 |                        | ハーマン・J・マラー                | アメリカ合衆国               | X線照射による突然変異体発生の発見                                                                      |
| 1947 |                        | ゲルティー・コリ                   | アメリカ合衆国               | 触媒作用によるグリコーゲン消費の発見                                                                   |
| 1950 |                        | タデウシュ・ライヒスタイン         | スイス                       | 諸種の副腎皮質ホルモンの発見およびその構造と生物学的作用の発見                                         |
| 1952 |                        | セルマン・ワクスマン               | アメリカ合衆国               | ストレプトマイシンの発見                                                                               |
| 1953 |                        | ハンス・クレブス                   | イギリス                     | トリカルボン酸サイクルの発見                                                                           |
| 1953 |                        | フリッツ・アルベルト・リップマン   | イギリス                     | 代謝における高エネルギーリン酸結合の意義、およびコエンザイムAの発見                                    |
| 1958 |                        | ジョシュア・レーダーバーグ         | アメリカ合衆国               | 遺伝子組換えおよび細菌の遺伝物質に関する発見                                                           |
| 1959 |                        | アーサー・コーンバーグ             | アメリカ合衆国               | RNAおよびDNAの合成に関する研究                                                                         |
| 1964 |                        | コンラート・ブロッホ               | アメリカ合衆国               | コレステロール、脂肪酸の代謝と調節の機構に関する研究                                                   |
| 1965 |                        | フランソワ・ジャコブ               | フランス                     | 酵素とウイルスの合成の遺伝的制御の研究                                                                 |
| 1965 | アンドレ・ルヴォフ     |                                    | フランス                     | 酵素とウイルスの合成の遺伝的制御の研究                                                                 |
| 1967 |                        | ジョージ・ワルド                   | アメリカ合衆国               | 視覚の化学的生理学的基礎過程に関する発見                                                               |
| 1968 |                        | マーシャル・ニーレンバーグ         | アメリカ合衆国               | 遺伝情報の解読とそのタンパク質合成への役割の解明                                                       |
| 1969 |                        | サルバドール・エドワード・ルリア   | アメリカ合衆国               | ウイルスの増殖機構と遺伝物質の役割に関する発見                                                         |
| 1970 |                        | ジュリアス・アクセルロッド         | アメリカ合衆国               | 神経末梢部における伝達物質の発見と、その貯蔵、解離、不活化の機構に関する研究                           |
| 1970 |                        | ベルンハルト・カッツ               | イギリス                     | 神経末梢部における伝達物質の発見と、その貯蔵、解離、不活化の機構に関する研究                           |
| 1972 |                        | ジェラルド・モーリス・エデルマン   | アメリカ合衆国               | 抗体の化学構造に関する研究                                                                             |
| 1975 |                        | デビッド・ボルティモア             | アメリカ合衆国               | 腫瘍ウイルスと細胞の遺伝物質との相互作用に関する発見                                                   |
| 1975 |                        | ハワード・マーティン・テミン       | アメリカ合衆国               | 腫瘍ウイルスと細胞の遺伝物質との相互作用に関する発見                                                   |
| 1976 |                        | バルーク・サミュエル・ブランバーグ | アメリカ合衆国               | オーストラリア抗原の発見                                                                               |
| 1977 |                        | ロサリン・ヤロー                   | アメリカ合衆国               | ラジオイムノアッセイ法の研究                                                                           |
| 1978 |                        | ダニエル・ネイサンズ               | アメリカ合衆国               | 制限酵素の発見と分子遺伝学への応用                                                                     |
| 1980 |                        | バルフ・ベナセラフ                 | アメリカ合衆国               | 免疫反応を調節する、細胞表面の遺伝的構造に関する研究                                                   |
| 1984 |                        | セーサル・ミルスタイン             | アルゼンチン                 | 免疫制御機構に関する理論の確立とモノクローナル抗体の作成法の開発                                       |
| 1985 |                        | マイケル・ブラウン                 | アメリカ合衆国               | コレステロール代謝とその関与する疾患の研究                                                             |
| 1985 |                        | ジョーゼフ・ゴールドスタイン       | アメリカ合衆国               | コレステロール代謝とその関与する疾患の研究                                                             |
| 1986 |                        | スタンリー・コーエン               | アメリカ合衆国               | 神経成長因子および上皮細胞成長因子の発見                                                               |
| 1986 |                        | リータ・レーヴィ＝モンタルチーニ   | イタリア                     | 神経成長因子および上皮細胞成長因子の発見                                                               |
| 1988 |                        | ガートルード・エリオン             | アメリカ合衆国               | 薬物療法における重要な原理の発見                                                                       |
| 1989 |                        | ハロルド・ヴァーマス               | アメリカ合衆国               | レトロウイルスのガン遺伝子が細胞起源である事の発見                                                     |
| 1994 |                        | アルフレッド・ギルマン             | アメリカ合衆国               | Gタンパク質およびそれらの細胞内情報伝達に関する役割の発見                                              |
| 1994 | マーティン・ロッドベル |                                    | アメリカ合衆国               | Gタンパク質およびそれらの細胞内情報伝達に関する役割の発見                                              |
| 1997 |                        | スタンリー・B・プルシナー          | アメリカ合衆国               | 感染を引き起こす新たな原因物質としてのプリオンの発見                                                   |
| 1998 |                        | ロバート・ファーチゴット           | アメリカ合衆国               | 循環器系における情報伝達物質としての一酸化窒素の発見                                                   |
| 2000 |                        | ポール・グリーンガード             | アメリカ合衆国               | 神経系の情報伝達に関する発見                                                                           |
| 2000 |                        | エリック・カンデル                 | アメリカ合衆国               | 神経系の情報伝達に関する発見                                                                           |
| 2002 |                        | シドニー・ブレナー                 | イギリス                     | 器官発生と、プログラムされた細胞死の遺伝制御に関する発見                                               |
| 2002 |                        | ロバート・ホロビッツ               | アメリカ合衆国               | 器官発生と、プログラムされた細胞死の遺伝制御に関する発見                                               |
| 2004 |                        | リチャード・アクセル               | アメリカ合衆国               | におい受容体および嗅覚システムの組織化の発見                                                           |
| 2006 |                        | アンドリュー・ファイアー           | アメリカ合衆国               | RNAiの発見                                                                                             |
| 2011 |                        | ラルフ・スタインマン               | カナダ                       | 樹状細胞と、獲得免疫におけるその役割の発見                                                             |
| 2011 |                        | ブルース・ボイトラー               | アメリカ合衆国               | 自然免疫の活性化に関する発見                                                                           |
| 2013 |                        | ランディ・シェクマン               | アメリカ合衆国               | 細胞内生成蛋白質を細胞核などの目的の場所まで運ぶ仕組み（小胞輸送）の解明                               |
| 2013 |                        | ジェームス・ロスマン               | アメリカ合衆国               | 細胞内生成蛋白質を細胞核などの目的の場所まで運ぶ仕組み（小胞輸送）の解明                               |
| 2017 |                        | マイケル・ロスバッシュ             | アメリカ合衆国               | 概日リズムを制御する分子メカニズムの発見                                                               |
| 2020 |                        | ハーベイ・オルター                 | アメリカ合衆国               | C型肝炎ウイルスの発見                                                                                  |
| 2021 |                        | デヴィッド・ジュリアス             | アメリカ合衆国               | 温感と触覚の受容体の発見                                                                               |
| 2023 |                        | ドリュー・ワイスマン               | アメリカ合衆国               | 新型コロナウイルス感染症に対する効果的なmRNAワクチンの開発を可能にしたヌクレオシド塩基修飾に関する発見 |
| 2024 |                        | ゲイリー・ラヴカン                 | アメリカ合衆国               | miRNAと転写後の遺伝子発現の調節におけるその役割の発見                                                  |

## 物理学賞
| 年   | 受賞者 | 受賞者                               | 国                      | 受賞理由                                                                                         |
| ---- | ------ | ------------------------------------ | ----------------------- | ------------------------------------------------------------------------------------------------ |
| 1907 |        | アルバート・マイケルソン             | アメリカ合衆国          | 干渉計の考案とそれによる分光学およびメートル原器の研究                                           |
| 1908 |        | ガブリエル・リップマン               | フランス                | 光干渉を利用した天然色写真の研究                                                                 |
| 1921 |        | アルベルト・アインシュタイン         | ドイツ                  | 光電効果の法則の発見等                                                                           |
| 1922 |        | ニールス・ボーア                     | デンマーク              | 原子構造とその放射に関する研究                                                                   |
| 1925 |        | ジェイムス・フランク                 | ドイツ                  | 原子と電子の衝突に関する研究                                                                     |
| 1925 |        | グスタフ・ヘルツ                     | ドイツ                  | 原子と電子の衝突に関する研究                                                                     |
| 1943 |        | オットー・シュテルン                 | アメリカ合衆国          | 原子線法の開発と陽子の磁気モーメントの発見                                                       |
| 1944 |        | イジドール・イザーク・ラービ         | アメリカ合衆国          | 共鳴法による原子核の磁気モーメントの測定法の発見                                                 |
| 1945 |        | ヴォルフガング・パウリ               | オーストリア            | パウリの原理とも呼ばれる排他原理の発見                                                           |
| 1952 |        | フェリックス・ブロッホ               | アメリカ合衆国          | 核磁気の精密な測定における新しい方法の開発とそれについての発見                                   |
| 1954 |        | マックス・ボルン                     | イギリス                | 量子力学、特に波動関数の確率解釈の提唱                                                           |
| 1958 |        | イリヤ・フランク                     | ソビエト連邦            | チェレンコフ効果の発見とその解釈                                                                 |
| 1959 |        | エミリオ・セグレ                     | イタリア                | 反陽子の発見                                                                                     |
| 1960 |        | ドナルド・グレーザー                 | アメリカ合衆国          | 泡箱の発明                                                                                       |
| 1961 |        | ロバート・ホフスタッター             | アメリカ合衆国          | 線形加速器による高エネルギー電子散乱の研究と核子の構造に関する発見                               |
| 1962 |        | レフ・ランダウ                       | ソビエト連邦            | 凝集系の物理、特に液体ヘリウムの理論的研究                                                       |
| 1963 |        | ユージン・ウィグナー                 | アメリカ合衆国          | 原子核および素粒子に関する理論への貢献、特に対称性の基本原理の発見とその応用                     |
| 1965 |        | リチャード・P・ファインマン          | アメリカ合衆国          | 量子電磁力学の分野における基礎研究                                                               |
| 1965 |        | ジュリアン・シュウィンガー           | アメリカ合衆国          | 量子電磁力学の分野における基礎研究                                                               |
| 1967 |        | ハンス・ベーテ                       | アメリカ合衆国          | 原子核反応理論への貢献、特に星の内部におけるエネルギー生成に関する発見                           |
| 1969 |        | マレー・ゲルマン                     | アメリカ合衆国          | 素粒子の分類およびその相互作用に関する発見                                                       |
| 1971 |        | ガーボル・デーネシュ                 | イギリス                | ホログラフィーの発明                                                                             |
| 1972 |        | レオン・クーパー                     | アメリカ合衆国          | 超伝導現象の理論的解明                                                                           |
| 1973 |        | ブライアン・ジョゼフソン             | イギリス                | トンネル接合を通過する超電流の性質、特にジョセフソン効果としてよく知られる普遍的現象の理論的予測 |
| 1975 |        | ベン・ロイ・モッテルソン             | デンマーク              | 原子核における集団運動と独立粒子運動の統一的記述及びそれに基づいた原子核構造理論の構築           |
| 1976 |        | バートン・リヒター                   | アメリカ合衆国          | ジェイプサイ中間子の発見                                                                         |
| 1978 |        | アーノ・ペンジアス                   | アメリカ合衆国          | 宇宙マイクロ波背景放射の発見                                                                     |
| 1979 |        | シェルドン・グラショー               | アメリカ合衆国          | 電磁相互作用と弱い相互作用の統一理論への貢献、特に中性カレントの予想                             |
| 1979 |        | スティーヴン・ワインバーグ           | アメリカ合衆国          | 電磁相互作用と弱い相互作用の統一理論への貢献、特に中性カレントの予想                             |
| 1981 |        | アーサー・ショーロー                 | アメリカ合衆国          | レーザー分光学への貢献                                                                           |
| 1987 |        | カール・アレクサンダー・ミュラー     | スイス                  | 酸化物高温超伝導体の発見                                                                         |
| 1988 |        | レオン・レーダーマン                 | アメリカ合衆国          | ニュートリノビーム法、およびミューニュートリノの発見によるレプトンの二重構造の実証               |
| 1988 |        | メルヴィン・シュワーツ               | アメリカ合衆国          | ニュートリノビーム法、およびミューニュートリノの発見によるレプトンの二重構造の実証               |
| 1988 |        | ジャック・シュタインバーガー         | アメリカ合衆国          | ニュートリノビーム法、およびミューニュートリノの発見によるレプトンの二重構造の実証               |
| 1990 |        | ジェローム・アイザック・フリードマン | アメリカ合衆国          | 陽子および束縛中性子標的による電子の深非弾性散乱に関する先駆的研究                               |
| 1992 |        | ジョルジュ・シャルパク               | フランス                | 多線式比例計数管の開発                                                                           |
| 1995 |        | マーチン・パール                     | アメリカ合衆国          | レプトン物理学の先駆的実験、タウ粒子の発見                                                       |
| 1995 |        | フレデリック・ライネス               | アメリカ合衆国          | レプトン物理学の先駆的実験（ニュートリノの検出）                                                 |
| 1996 |        | デビッド・リー                       | アメリカ合衆国          | ヘリウム3の超流動の発見                                                                          |
| 1996 |        | ダグラス・D・オシェロフ              | アメリカ合衆国          | ヘリウム3の超流動の発見                                                                          |
| 1997 |        | クロード・コーエン＝タヌージ         | フランス                | レーザー光を用いて原子を極低温に冷却および捕捉する技術の開発                                     |
| 2000 |        | ジョレス・アルフョーロフ             | ロシア                  | 高速エレクトロニクスおよび光エレクトロニクスに利用される半導体ヘテロ構造の開発                   |
| 2003 |        | アレクセイ・アブリコソフ             | ロシア アメリカ合衆国   | 超伝導と超流動の理論に関する先駆的貢献                                                           |
| 2003 |        | ヴィタリー・ギンツブルク             | ロシア                  | 超伝導と超流動の理論に関する先駆的貢献                                                           |
| 2004 |        | デイビッド・グロス                   | アメリカ合衆国          | 強い相互作用の理論における漸近的自由性の発見                                                     |
| 2004 |        | H. デビッド・ポリツァー              | アメリカ合衆国          | 強い相互作用の理論における漸近的自由性の発見                                                     |
| 2005 |        | ロイ・グラウバー                     | アメリカ合衆国          | 光学コヒーレンスの量子論への貢献                                                                 |
| 2011 |        | アダム・リース                       | アメリカ合衆国          | 遠方の超新星の観測を通した宇宙の加速膨張の発見                                                   |
| 2011 |        | ソール・パールマッター               | アメリカ合衆国          | 遠方の超新星の観測を通した宇宙の加速膨張の発見                                                   |
| 2012 |        | セルジュ・アロシュ                   | フランス                | 個別の量子系に対する計測および制御を可能にする画期的な実験的手法に関する業績                     |
| 2013 |        | フランソワ・アングレール             | ベルギー                | ヒッグス粒子の存在を予言                                                                         |
| 2016 |        | ジョン・M・コステリッツ              | イギリス アメリカ合衆国 | 物質のトポロジカル相とトポロジカル相転移の理論的発見                                             |
| 2017 |        | レイナー・ワイス                     | アメリカ合衆国          | LIGO検出器および重力波の観測への決定的な貢献                                                     |
| 2017 |        | バリー・バリッシュ                   | アメリカ合衆国          | LIGO検出器および重力波の観測への決定的な貢献                                                     |
| 2018 |        | アーサー・アシュキン                 | アメリカ合衆国          | 超高出力・超短パルスレーザーの生成方法の開発                                                     |
| 2020 |        | ロジャー・ペンローズ                 | イギリス                | ブラックホールの形成が一般相対性理論の強力な裏付けであることの発見                               |
| 2020 |        | アンドレア・ゲズ                     | アメリカ合衆国          | 我々の銀河系の中心にある超大質量コンパクト天体の発見                                             |

## 平和賞
| 年   | 受賞者 | 受賞者                   | 国                  | 受賞理由 |
| ---- | ------ | ------------------------ | ------------------- | --- |
| 1911 |        | トビアス・アッセル       | オランダ            | 国際常設仲裁裁判所の設立 |
| 1911 |        | アルフレート・フリート   | オーストリア        | Journalist; Founder of Die Friedenswarte                                                                                             |
| 1968 |        | ルネ・カサン             | フランス            | President of the European Court of Human Rights                                                                                      |
| 1973 |        | ヘンリー・キッシンジャー | アメリカ合衆国      | ベトナム戦争の和平交渉 |
| 1978 |        | メナヘム・ベギン         | イスラエル          | キャンプ・デービッド合意 |
| 1986 |        | エリ・ヴィーゼル         | アメリカ合衆国      | Chairman of "The President's Commission on the Holocaust"                                                                            |
| 1994 |        | イツハク・ラビン         | イスラエル          | 中東へ平和を築く努力に対して |
| 1994 |        | シモン・ペレス           | イスラエル          | 中東へ平和を築く努力に対して |
| 1995 |        | ジョセフ・ロートブラット | イギリス ポーランド | for his efforts to diminish the part played by nuclear arms in international politics and, in the longer run, to eliminate such arms |

## 経済学賞
| 年   | 受賞者 | 受賞者                      | 国                                 | 受賞理由 |
| ---- | ------ | --------------------------- | ---------------------------------- | --- |
| 1970 |        | ポール・サミュエルソン      | アメリカ合衆国                     | 静学的および動学的経済理論の発展に対する業績と、経済学における分析水準の向上に対する積極的貢献を称えて                     |
| 1971 |        | サイモン・クズネッツ        | アメリカ合衆国                     | 経済および社会の成長に関する構造および過程を深く洞察するための経済成長に関する理論を実証的手法を用いて構築した功績を称えて |
| 1972 |        | ケネス・アロー              | アメリカ合衆国                     | 一般的経済均衡理論および厚生理論に対する先駆的貢献を称えて                                                                 |
| 1973 |        | ワシリー・レオンチェフ      | ソビエト連邦 ドイツ アメリカ合衆国 | 投入産出分析の発展と、重要な経済問題に対する投入産出分析の応用を称えて                                                     |
| 1975 |        | レオニート・カントロヴィチ  | ソビエト連邦                       | 資源の最適配分に関する理論への貢献を称えて                                                                                 |
| 1976 |        | ミルトン・フリードマン      | アメリカ合衆国                     | 消費分析・金融史・金融理論の分野における業績と、安定化政策の複雑性の実証を称えて                                           |
| 1978 |        | ハーバート・サイモン        | アメリカ合衆国                     | 経済組織内部での意思決定プロセスにおける先駆的な研究を称えて                                                               |
| 1980 |        | ローレンス・クライン        | アメリカ合衆国                     | 景気変動・経済政策を分析する上での経済的なモデル・手法の開発に対して                                                       |
| 1985 |        | フランコ・モディリアーニ    | イタリア アメリカ合衆国            | 貯蓄と金融市場の先駆的な分析に対して                                                                                       |
| 1987 |        | ロバート・ソロー            | アメリカ合衆国                     | 経済成長理論への貢献を称えて                                                                                               |
| 1990 |        | ハリー・マーコウィッツ      | アメリカ合衆国                     | 資産形成の安全性を高めるための一般理論形成を称えて                                                                         |
| 1990 |        | マートン・ミラー            | アメリカ合衆国                     | 資産形成の安全性を高めるための一般理論形成を称えて                                                                         |
| 1992 |        | ゲーリー・ベッカー          | アメリカ合衆国                     | 非市場における行動を含めた広範にわたる人の行動と相互作用のミクロ経済学分析の応用を称えて                                   |
| 1993 |        | ロバート・フォーゲル        | アメリカ合衆国                     | 経済史に経済理論や数量分析を導入                                                                                           |
| 1994 |        | ジョン・ハーサニ            | ハンガリー                         | 非協力ゲームの均衡の分析に関する理論の開拓を称えて                                                                         |
| 1994 |        | ラインハルト・ゼルテン      | ドイツ                             | 非協力ゲームの均衡の分析に関する理論の開拓を称えて                                                                         |
| 1997 |        | マイロン・ショールズ        | カナダ                             | 金融派生商品（デリバティブ）価格決定の新手法に対して                                                                       |
| 2001 |        | ジョセフ・E・スティグリッツ | アメリカ合衆国                     | 情報の非対称性を伴った市場の分析                                                                                           |
| 2001 |        | ジョージ・アカロフ          | アメリカ合衆国                     | 情報の非対称性を伴った市場の分析                                                                                           |
| 2002 |        | ダニエル・カーネマン        | イスラエル アメリカ合衆国          | 行動経済学と実験経済学という新研究分野の開拓への貢献を称えて                                                               |
| 2005 |        | ロバート・オーマン          | イスラエル アメリカ合衆国          | ゲーム理論の分析を通じて対立と協力の理解を深めた功績を称えて                                                               |
| 2007 |        | レオニード・ハーヴィッツ    | アメリカ合衆国                     | メカニズムデザインの理論の基礎を確立した功績を称えて                                                                       |
| 2007 |        | エリック・マスキン          | アメリカ合衆国                     | メカニズムデザインの理論の基礎を確立した功績を称えて                                                                       |
| 2007 |        | ロジャー・マイヤーソン      | アメリカ合衆国                     | メカニズムデザインの理論の基礎を確立した功績を称えて                                                                       |
| 2008 |        | ポール・クルーグマン        | アメリカ合衆国                     | 貿易パターンと経済活動の立地に関する分析                                                                                   |
| 2010 |        | ピーター・ダイアモンド      | アメリカ合衆国                     | 労働経済におけるサーチ理論に関する功績を称えて                                                                             |
| 2012 |        | アルヴィン・ロス            | アメリカ合衆国                     | 安定配分理論と市場設計の実践に関する功績を称えて                                                                           |
| 2016 |        | オリバー・ハート            | アメリカ合衆国                     | 契約理論に関する功績に対して                                                                                               |
| 2017 |        | リチャード・セイラー        | アメリカ合衆国                     | 行動経済学に関する功績 |
| 2021 |        | ヨシュア・アングリスト      | アメリカ合衆国 イスラエル          | 因果関係の分析への方法論的貢献                                                                                             |
| 2022 |        | ベン・バーナンキ            | アメリカ合衆国                     | 銀行と金融危機の研究に関する功績                                                                                           |
| 2022 |        | ダグラス・W・ダイアモンド   | アメリカ合衆国                     | 銀行と金融危機の研究に関する功績                                                                                           |
| 2023 |        | クラウディア・ゴールディン  | アメリカ合衆国                     | 労働市場における女性の成果の研究に関する功績                                                                               |